# Strofoida (literatura)
Strofoida – zespół wersów graficznie wyodrębniony w tekście utworu poetyckiego, odpowiadający jakiejś odrębnej całostce treściowej, nie realizujący jednak żadnego z tradycyjnych wzorców budowy stroficznej. Występuje zwłaszcza w wierszu wolnym. Inna nazwa strofoidy to quasi-strofa. Strofoidy budują na przykład epos Roberta Southeya Thalaba the Destroyer: 
No tear reliev'd the burthen of her heart; 

Stunn'd with the heavy woe, she felt like one 

Half-waken' d from a midnight dream of blood. 

But sometimes when the boy 

Would wet her hand with tears. 

And, looking up to her fix'd countenance, 

Sob out the name of Mother, then did she 

Utter a feeble groan. 

At length collecting, Zeinab turn'd her eyes 

To heaven, exclaiming: "Praised be the Lord! 

He gave, He takes away!

The Lord our God is good!"
W literaturze polskiej strofoidy występują między innymi w twórczości Adama Mickiewicza. Oda do młodości jest zbudowana z dziewięciu takich jednostek.
Patrz na dół - kędy wieczna mgła zaciemia

Obszar gnuśności zalany odmętem;

To ziemia!

Patrz, jak nad jej wody trupie

Wzbił się jakiś płaz w skorupie.

Sam sobie sterem, żeglarzem, okrętem;

Goniąc za żywiołkami drobniejszego płazu,

To się wzbija, to w głąb wali;

Nie lgnie do niego fala, ani on do fali;

A wtem jak bańka prysnął o szmat głazu.

Nikt nie znał jego życia, nie zna jego zguby:

To samoluby!